# Niska

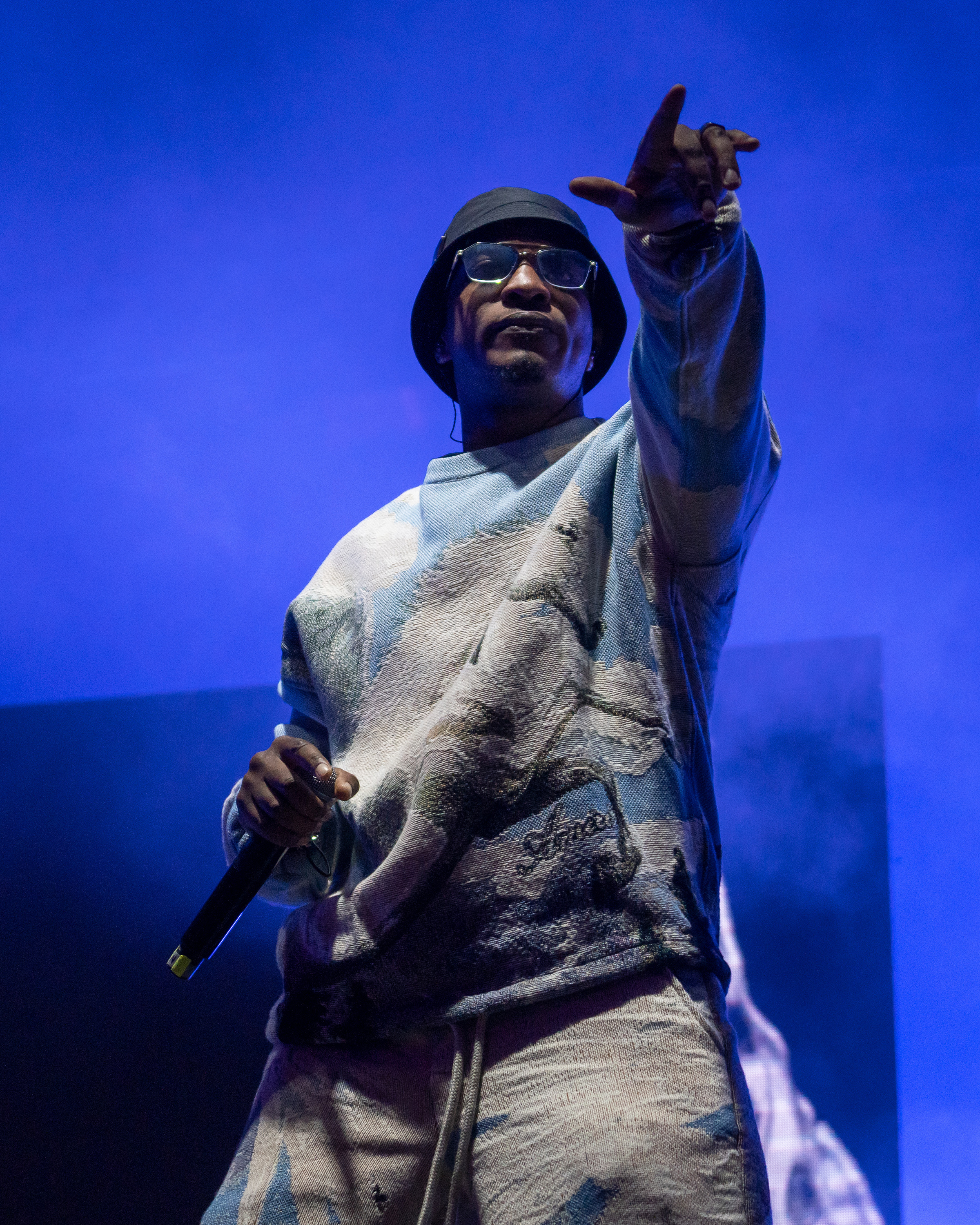
Niska, 2023

Niska (* 6. April 1994 in Villeneuve-Saint-Georges, Département Val-de-Marne; bürgerlich Stanislas Dinga Pinto) ist ein französischer Rapper.

## Leben und Karriere
Niska wurde als Sohn kongolesischer Eltern geboren und verbrachte seine Kindheit in Champtier-du-Coq à Évry. Der Künstlername Niska ergibt sich aus einem Wortspiel seines bürgerlichen Namens Stanislas. Im Alter von nur 16 Jahren wurde er 2010 Vater eines Sohnes.
Im Jahr 2014 erhielt er erstmalige Aufmerksamkeit durch das Hochladen von Freestyle-Raps und eigenen Liedern auf der Plattform YouTube. Sein erstes Mixtape Charo Life erschien am 2. Oktober 2015. Nur ein halbes Jahr später veröffentlichte er sein Debütalbum Zifukoro und erreichte auf Anhieb Platz drei der französischen Albumcharts. Das Projekt enthielt Kollaborationen mit Künstlern wie Booba oder Maître Gims. Durch die Veröffentlichung des Titels Réseaux im Juli 2017 stand er zudem das erste Mal auf Platz eins der französischen Singlecharts und konnte elf Wochen die Spitzenposition verteidigen. Nur wenig später erklomm er mit dem Album Commando die Spitze der französischen Albumcharts. Im September 2019 erschien sein drittes Studioalbum Mr Sal. Nur eine Woche nach Veröffentlichung belegte er gleichzeitig Platz eins der Single- und Albumcharts.

## Diskografie
Studioalben

| Jahr | Titel Musiklabel                          | Höchstplatzierung, Gesamtwochen, AuszeichnungChartplatzierungen (Jahr, Titel, Musiklabel, Platzierungen, Wochen, Auszeichnungen, Anmerkungen) | Höchstplatzierung, Gesamtwochen, AuszeichnungChartplatzierungen (Jahr, Titel, Musiklabel, Platzierungen, Wochen, Auszeichnungen, Anmerkungen) | Höchstplatzierung, Gesamtwochen, AuszeichnungChartplatzierungen (Jahr, Titel, Musiklabel, Platzierungen, Wochen, Auszeichnungen, Anmerkungen) | Höchstplatzierung, Gesamtwochen, AuszeichnungChartplatzierungen (Jahr, Titel, Musiklabel, Platzierungen, Wochen, Auszeichnungen, Anmerkungen) | Anmerkungen                                                           |
| Jahr | Titel Musiklabel                          | FR | BEW | DE | CH | Anmerkungen                                                           |
| ---- | ----------------------------------------- | --- | --- | --- | --- | --------------------------------------------------------------------- |
| 2016 | Zifukoro Talent Factory (UMG)             | FR3 Platin · (65 Wo.)FR | BEW12 (31 Wo.)BEW | — | CH37 (1 Wo.)CH | Erstveröffentlichung: 3. Juni 2016 Verkäufe: + 100.000                |
| 2017 | Commando Talent Factory (UMG)             | FR1 Diamant · (113 Wo.)FR | BEW3 ×2Doppelplatin · (212 Wo.)BEW | — | CH6 (4 Wo.)CH | Erstveröffentlichung: 22. September 2017 Verkäufe: + 540.000          |
| 2019 | Mr Sal Talent Factory (UMG)               | FR1 ×3Dreifachplatin · (152 Wo.)FR | BEW1 (109 Wo.)BEW | — | CH4 (11 Wo.)CH | Erstveröffentlichung: 6. September 2019 Verkäufe: + 300.000           |
| 2021 | Le monde est méchant Talent Factory (UMG) | FR2 ×3Dreifachplatin · (… Wo.)FR | BEW3 Platin · (146 Wo.)BEW | — | CH4 (12 Wo.)CH | Erstveröffentlichung: 5. November 2021 Verkäufe: + 320.000            |
| 2024 | GOAT Mal Luné Music/Rec. 118 (WMG)        | FR1 Platin · (… Wo.)FR | BEW1 (… Wo.)BEW | — | CH2 (… Wo.)CH | Erstveröffentlichung: 25. Oktober 2024 Verkäufe: + 100.000; mit Ninho |